# Чемпионат мира по шашкам-64 среди мужчин
Чемпионаты мира ФМЖД / МФШ по шашкам-64 — международные соревнования по шашкам на 64-х клеточной доске. Проводятся с 1985 года по двум версиям: русские шашки и бразильские шашки.
Чемпионаты мира, проведённые МАРШ, не признаются официально. В 1993 году в программу были включены соревнования в формате молниеносные шашки (блиц), а в 1998 году в формате быстрые шашки. Отличие этих форматов — во времени на проведение партии. Чемпионаты мира среди юниоров проводятся с 1994 года, кадетов с 1993 года, мини-кадетов с 1997 года, надежд с 2005 года.
В 2023 и в 2024 годах прошли первые чемпионаты мира по другим видам шашек на 64-клеточной доске — по португальским и итальянским шашкам.

## История
Существующие варианты шашек развивались в отдельных регионах планеты и отличались правилами игры. Были попытки унифицировать правила игры, чтобы проводить чемпионаты мира. Первым такую попытку предпринял в 1920-х годах тогдашний чемпион мира француз Мариус Фабр. Однако его идеи были отвергнуты шашечным сообществом. В 1960-х годах чемпион Англии Дерек Олдбери предложил компромиссный вариант — так называемые малые польские шашки (ныне называемые бразильскими). Однако из-за позиции нидерландской федерации и эта попытка не удалась.
Первый чемпионат мира по шашкам на 64-х клеточной доске был проведён в 1985 году именно по бразильскому варианту шашек. Чемпионат мира по русской версии шашек-64 впервые состоялся в 1993 году, на следующий год после создания под эгидой ФМЖД «секции-64», занимающейся развитием шашек на малой доске. С тех пор чемпионаты мира под эгидой ФМЖД по бразильским и русским шашкам проходили попеременно. В 1990-е и начале 2000-х годов параллельно проводились соревнования, носящие статус чемпионатов мира по русским шашкам, под эгидой Международной ассоциации русских шашек (МАРШ), результаты которых не признавались ФМЖД.
В 2012 году была создана и в 2013 году зарегистрирована в Болгарии Международная федерация шашек (МФШ), которая представляла шашки-64 как секция-64 ФМЖД. В октябре 2015 года секция-64 вышла из состава ФМЖД и стала проводить чемпионаты мира по русским шашкам самостоятельно. Международная федерация шашек (IDF) не признаёт чемпионаты мира по бразильским шашкам, проводимые ФМЖД; вслед за ней эти турниры отказалась признавать Федерация шашек России, пригрозившая санкциями российским спортсменам, которые примут в них участие.
Однако ФМЖД продолжает развивать шашки-64, для чего вновь были созданы две секции шашек-64: русских и бразильских. В 2018 году Федерация шашек России вышла из состава МФШ, и российские шашисты принимали участие в чемпионате мира, который прошел в турецком Измире под эгидой секции-64 ФМЖД (бразильские). Секция-64 ФМЖД, независимо от IDF, проводит также свои чемпионаты мира по русским шашкам. Так, в 2018 году чемпионат мира по русским шашкам по версии ФМЖД состоялся в Нижневартовске, а в 2020 году в Кушадасы (Турция). 
В 2021 году не проводился из-за пандемии коронавируса COVID-19. 
С 2021 года секция-64 ФМЖД (русские и бразильские шашки) прекратила работу. В 2022 году Федерация шашек России вернулась в состав МФШ и с этого времени чемпионаты мира по шашкам-64 (русские и бразильские шашки) проводит только Международная федерация шашек (МФШ). В 2022 году спортсмены Белоруссии и России участвовали в нейтральном статусе как шашисты от NA1 и NA2. В 2024 году на чемпионате мира в Московской области (Россия) ограничения против спортсменов Белоруссии и России были сняты.

## Регламент
Чемпионат проводится по швейцарской системе в несколько раундов. Каждый раунд представляет собой микроматч из двух игр. За победу в микроматче даётся 2 очка, за ничью 1, за поражение 0. Место, занятое участником, определяется по количеству набранных очков. При их равенстве применяются дополнительные критерии, определённые в регламенте официальных соревнований Секции-64 ФМЖД-IDF. Могут проводятся по двум вариантам: классические шашки и турниры с выборочным жребием (с жеребьевкой начальных ходов и позиций). Во втором варианте перед началом каждого матча путём жребия определяются первые ходы, которые обязательно должны совершить соперники. После установленной таким образом начальной позиции соперники должны продолжить игру. В следующей игре шашист, игравший эту позицию за белых, играет её за чёрных и наоборот. Результат встречи двух шашистов определяется по результатам сыгранных в нём партий. Существует также вариант «летающие» шашки, в котором по одной шашке у каждой стороны в начальной позиции занимают какое-либо иное положение.

## Призёры чемпионатов мираФМЖД/МФШ

### Классические шашки
| Номер                 | Год  | Место проведения   | 1                                  | 2                     | 3                                                   |
| --------------------- | ---- | ------------------ | ---------------------------------- | --------------------- | --------------------------------------------------- |
| 1 (браз.)             | 1985 | Галатина           | Александр Кандауров                | Владимир Вигман       | Дуглас Диниз                                        |
| 2 (браз.)             | 1987 | Сан-Лоренсу        | Александр Шварцман                 | Владимир Вигман       | Ростислав Лещинский                                 |
| 3 (браз.)             | 1989 | Сан-Лоренсу        | Александр Шварцман                 | Владимир Вигман       | Михаил Рахунов                                      |
| 4 (браз.)             | 1993 | Агуас-ди-Линдоя    | Александр Шварцман Лоуривал Франса |                       | Ион Доска Исер Куперман                             |
| 5 (рус.)              | 1993 | Пинск              | Муродулло Амриллаев                | Юрий Королёв          | Андрей Валюк                                        |
| 6 (рус.)              | 1994 | Дзержинск          | Аркадий Плакхин                    | Виктор Терещенко      | Михаил Фёдоров                                      |
| 7 (браз.)             | 1996 | Белу-Оризонти      | Александр Шварцман                 | Ион Доска             | Геннадий Шапиро                                     |
| 8 (рус.)              | 1996 | Самарканд          | Гаврил Колесов                     | Николай Мищанский     | Муродулло Амриллаев                                 |
| 9 (матч рус.)         | 1997 | Минск              | Гаврил Колесов                     |                       | матч с Аркадием Плакхиным 2:0 (по сетам — 4:2, 5:1) |
| 10 (матч браз.)       | 1997 | Кишинёв            | Александр Шварцман                 |                       | матч с Ион Доска 15:9 (+3=9-0)                      |
| 11 (браз.)            | 1997 | Ровно              | Андрей Валюк                       | Маркиэл Фазылов       | Арно Уутма                                          |
| 12 (рус.)             | 1998 | Одесса             | Валерий Гребёнкин                  | Андрей Валюк          | Сергей Бонадыков                                    |
| 13 (браз.)            | 1999 | Сан-Каэтану-ду-Сул | Ион Доска                          | Игорь Макаренков      | Виталий Габриелян                                   |
| 14 (рус.)             | 2000 | Одесса             | Гаврил Колесов                     | Валерий Гребёнкин     | Аркадий Плакхин                                     |
| 15 (браз.)            | 2002 | Сан-Паулу          | Гаврил Колесов                     | Андрюс Кибартас       | Юрий Аникеев                                        |
| 16 (рус.)             | 2003 | Симферополь        | Юрий Королёв                       | Гаврил Колесов        | Александр Гетманский                                |
| 17 (матч рус.)        | 2004 | Мирный             | Гаврил Колесов                     |                       | матч с Юрием Королёвым 2:0 (по сетам — 5:3, 8:6)    |
| 18 (браз.)            | 2004 | Убатуба            | Юрий Аникеев                       | Сергей Белошеев       | Ион Доска                                           |
| 19 (рус.) + доп. матч | 2005 | Евпатория          | Андрей Валюк                       | Дмитрий Цинман        | Муродулло Амриллаев                                 |
| 20 (матч рус.)        | 2006 | Якутск             | Гаврил Колесов                     |                       | матч с Андреем Валюком 2:0 (по сетам — 6:2, 5:1)    |
| 21 (рус.) + доп. матч | 2006 | Актобе             | Николай Стручков                   | Сергей Белошеев       | Валерий Гребёнкин                                   |
| 22 (браз.)            | 2007 | Саарбрюккен        | Николай Стручков                   | Олег Дашков           | Ион Доска                                           |
| 23 (браз.)            | 2008 | Ресифе             | Александр Шварцман                 | Юрий Аникеев          | Сергей Белошеев                                     |
| 24 (рус.)             | 2009 | Челябинск          | Сергей Белошеев                    | Владимир Егоров       | Пётр Чернышёв                                       |
| 25 (рус.)             | 2011 | Санкт-Петербург    | Олег Дашков                        | Сергей Белошеев       | Александр Георгиев                                  |
| 26* (браз.)           | 2012 | Лилль              | Гаврил Колесов                     | Николай Гермогенов    | Олег Дашков                                         |
| 27 (рус.)             | 2013 | Санкт-Петербург    | Николай Стручков                   | Гаврил Колесов        | Владимир Егоров                                     |
| 28 (матч рус.)        | 2014 | Санкт-Петербург    | Николай Стручков                   |                       | матч с Гаврилом Колесовым (2:1 по сетам)            |
| 29 (рус.) IDF         | 2015 | Санкт-Петербург    | Сергей Белошеев                    | Андрей Валюк          | Николай Гуляев                                      |
| 30 (браз.) FMJD       | 2016 | Сан-Пауло          | Александр Георгиев                 | Мартин Долфинг        | Александр Шварцман                                  |
| 31 (рус.) IDF         | 2017 | Санкт-Петербург    | Игорь Михальченко                  | Андрюс Кибартас       | Владимир Егоров                                     |
| 32 (браз.) FMJD       | 2018 | Измир              | Александр Шварцман                 | Юрий Аникеев          | Сергей Белошеев                                     |
| 33 (рус.) FMJD        | 2018 | Нижневартовск      | Андрей Федотов                     | Гаврил Колесов        | Муродулло Амриллаев                                 |
| 34 (рус.) IDF         | 2019 | Святой Влас        | Игорь Михальченко                  | Владислав Валюк       | Андрей Валюк                                        |
| 35 (рус.) FMJD        | 2020 | Кушадасы           | Андрей Федотов                     | Александр Георгиев    | Юрий Аникеев                                        |
| 36 (рус.) IDF         | 2022 | Кобулети           | NA1 Андрей Валюк                   | NA1 Игорь Михальченко | NA2 Георгий Таранин                                 |
| 37 (рус.) IDF         | 2024 | Московская область | Николай Стручков                   | Игорь Михальченко     | Дамир Рысаев                                        |

### Быстрые шашки
| Номер           | Год  | Место проведения   | 1                     | 2                                | 3                  |
| --------------- | ---- | ------------------ | --------------------- | -------------------------------- | ------------------ |
| 1 рус.          | 1998 | Одесса             | Андрей Валюк          | Николай Абациев                  | Иван Токусаров     |
| 2 рус.          | 2009 | Челябинск          | Сергей Белошеев       | Владимир Егоров                  | Дмитрий Цинман     |
| 3 рус.          | 2011 | Санкт-Петербург    | Муродулло Амриллаев   | Сергей Белошеев                  | Владимир Егоров    |
| 4 рус.          | 2013 | Санкт-Петербург    | Олег Дашков           | Сергей Белошеев                  | Гаврил Колесов     |
| 5 браз. IDF     | 2015 | Санкт-Петербург    | Арунас Норвайшас      | Сергей Белошеев                  | Андрей Федотов     |
| 6 браз. FMJD    | 2016 | Сан-Пауло          | Александр Шварцман    | Александр Георгиев               | Мартин Долфинг     |
| 7 браз. IDF     | 2017 | Санкт-Петербург    | Игорь Михальченко     | Гаврил Колесов                   | Сергей Белошеев    |
| 8 браз. FMJD    | 2018 | Измир              | Сергей Белошеев       | Винисиус Дамир Перейра да Сильва | Юрий Аникеев       |
| 9 рус. FMJD     | 2018 | Нижневартовск      | Сергей Белошеев       | Гаврил Колесов                   | Михаил Горюнов     |
| 10 (браз.) IDF  | 2019 | Святой Влас        | Игорь Михальченко     | Дмитрий Цинман                   | Домантас Норкус    |
| 11 (браз.) FMJD | 2020 | Кушадасы           | Муродулло Амриллаев   | Сергей Белошеев                  | Николай Гуляев     |
| 12 (браз.) IDF  | 2022 | Кобулети           | NA1 Игорь Михальченко | NA1 Алексей Куница               | NA2 Дмитрий Цинман |
| 13 (браз.) IDF  | 2024 | Московская область | Игорь Михальченко     | Сергей Белошеев                  | Андрей Валюк       |

### Блиц
| Номер           | Год  | Место проведения   | 1                     | 2                   | 3                                       |
| --------------- | ---- | ------------------ | --------------------- | ------------------- | --------------------------------------- |
| 1 браз.         | 1993 | Агуас-ди-Линдоя    | Исер Куперман         | Александр Шварцман  | Владимир Вигман                         |
| 2 рус.          | 1998 | Одесса             | Иван Токусаров        | Гаврил Колесов      | Николай Абациев                         |
| 3 рус.          | 2000 | Одесса             | Маркиэл Фазилов       | Гаврил Колесов      | Николай Абациев                         |
| 4 браз.         | 2002 | Сан-Паулу          | Гаврил Колесов        | Валерий Гребёнкин   | Александр Кандауров Юрий Аникеев        |
| 5 рус.          | 2003 | Симферополь        | Сергей Белошеев       | Гаврил Колесов      | Евгений Новиков                         |
| 6 браз.         | 2004 | Убатуба            | Сергей Белошеев       | Юрий Аникеев        | Александр Кандауров                     |
| 7 рус.          | 2005 | Евпатория          | Муродулло Амриллаев   | Сергей Белошеев     | Михаил Фёдоров                          |
| 8 рус.          | 2006 | Актобе             | Муродулло Амриллаев   | Сергей Белошеев     | Александр Колин                         |
| 9 (браз.)       | 2007 | Саарбрюккен        | Олег Дашков           | Аугусто Карвальо    | Андрюс Кибартас                         |
| 10 браз.        | 2008 | Ресифе             | Гаврил Колесов        | Ион Доска           | Александр Шварцман                      |
| 11 рус.         | 2009 | Челябинск          | Гаврил Колесов        | Олег Дашков         | Дмитрий Цинман                          |
| 12 рус.         | 2011 | Санкт-Петербург    | Сергей Белошеев       | Евгений Кондраченко | Андрей Валюк                            |
| 13 браз.*       | 2012 | Лилль              | Денис Шкатула         | Сергей Белошеев     | Гаврил Колесов                          |
| 14 рус.         | 2013 | Санкт-Петербург    | Игорь Михальченко     | Олег Дашков         | Гаврил Колесов                          |
| 15 рус. IDF     | 2015 | Санкт-Петербург    | Игорь Михальченко     | Николай Стручков    | Сергей Белошеев                         |
| 16 рус. IDF     | 2017 | Санкт-Петербург    | Гаврил Колесов        | Игорь Михальченко   | Олег Дашков                             |
| 17 браз. FMJD   | 2018 | Измир              | Юрий Аникеев          | Александр Шварцман  | Владислав Антонович Муродулло Амриллаев |
| 18 (рус.) FMJD  | 2018 | Нижневартовск      | Гаврил Колесов        | Николай Стручков    | Олег Дашков                             |
| 19 (рус.) IDF   | 2019 | Святой Влас        | Дмитрий Цинман        | Игорь Михальченко   | Андрей Валюк                            |
| 20 (браз.) FMJD | 2020 | Кушадасы           | Сергей Белошеев       | Николай Стручков    | Николай Гуляев                          |
| 21 (рус.) IDF   | 2022 | Кобулети           | NA1 Игорь Михальченко | NA1 Андрей Валюк    | IDF Арунас Норвайшас                    |
| 22 (рус.) IDF   | 2024 | Московская область | Роман Щукин           | Андрей Валюк        | Игорь Михальченко                       |

## Призёры чемпионатов мираМАРШ
| № | Год  | Место проведения | 1                                   | 2               | 3                                   |
| - | ---- | ---------------- | ----------------------------------- | --------------- | ----------------------------------- |
| 1 | 1992 | Подольск         | Юрий Королёв                        | Маркиэл Фазылов | Янис Калниньш                       |
| 2 | 1993 | Орёл             | Владимир Лангин                     | Маркиэл Фазылов | Михаил Фёдоров Муродулло Амриллаев  |
| 3 | 1994 | Якутск           | Владимир Лангин Игорь Макаренков    | —               | Маркиэл Фазылов Александр Азаров    |
| 4 | 1995 | Ухта             | Владимир Лангин Муродулло Амриллаев | —               | Маркиэл Фазылов Владимир Вигман     |
| 5 | 1997 | Баку             | Владимир Скрабов Узеир Абдуллаев    | —               | Владимир Лангин Муродулло Амриллаев |
| 6 | 1998 | Грозный          | Михаил Горюнов Марк Макрович        | —               | Владимир Лангин Муродулло Амриллаев |
| 7 | 2001 | Самара           | Александр Шварцман Олег Дашков      | —               | Владимир Скрабов                    |
| 8 | 2002 | Самара           | Михаил Горюнов                      | Олег Дашков     | Николай Мищанский Пётр Чернышёв     |
| 9 | 2007 | Пицунда          | Владимир Скрабов Михаил Горюнов     |                 |                                     |

* Чемпионатом мира был признан турнир, который проводился в рамках 2-х Всемирных интеллектуальных игр.
- IDF — Международная федерация шашек
- FMJD — Всемирная федерация шашек

## Призёры чемпионатов мира по португальским шашкам
| Год  | Место проведения | 1                 | 2             | 3              |
| ---- | ---------------- | ----------------- | ------------- | -------------- |
| 2023 | Виана-ду-Каштелу | Хосе Карлос Аньос | Вадим Лапин   | Игорь Мартынов |
| 2024 | Албуфейра        | Хосе Карлос Аньос | Саид Киндар   | Мануэль Тьяго  |
| 2025 | Матозиньюш       | Саид Киндар       | Мануэль Тьяго | Вадим Лапин    |

### Рапид
| Год  | Место проведения | 1             | 2                 | 3             |
| ---- | ---------------- | ------------- | ----------------- | ------------- |
| 2023 | Виана-ду-Каштелу | Мануэль Тьяго | Нуну Виейра       | Саид Киндар   |
| 2024 | Албуфейра        | Саид Киндар   | Нуну Виейра       | Мануэль Тьяго |
| 2025 | Матозиньюш       | Саид Киндар   | Хосе Карлос Аньос | Хосе Мело     |

## Призёры чемпионата мира по итальянским шашкам
| Год  | Место проведения | 1            | 2               | 3                |
| ---- | ---------------- | ------------ | --------------- | ---------------- |
| 2024 | Рим              | Дамиано Шуто | Микеле Майнелли | Франческо Джитто |